# Liste der Monuments historiques in Plessis-de-Roye
Die Liste der Monuments historiques in Plessis-de-Roye führt die Monuments historiques in der französischen Gemeinde Plessis-de-Roye auf.

## Liste der Bauwerke
| Bezeichnung             | Beschreibung | Standort | Kennzeichnung | Schutzstatus | Datum | Bild           |
| ----------------------- | ------------ | -------- | ------------- | ------------ | ----- | -------------- |
| Kirche St-Jean-Baptiste |              | (Lage)   | PA00114530    | Classé       | 1913  | weitere Bilder |

## Liste der Objekte
| Bezeichnung | Beschreibung    | Standort                              | Kennzeichnung | Schutzstatus | Datum | Bild |
| ----------- | --------------- | ------------------------------------- | ------------- | ------------ | ----- | ---- |
| Taufbecken  | Kalkstein, 1534 | in der Kirche St-Jean-Baptiste (Lage) | PM60001282    | Classé       | 1925  |      |